# Fit Boxing
『Fit Boxing』（フィットボクシング、英題：Fitness Boxing）は、日本のコンテンツ会社イマジニアが2018年よりシリーズ展開しているNintendo Switch用のエクササイズゲームソフト。2020年には続編となる『Fit Boxing 2 -リズム&エクササイズ-』が発売、2021年にはアニメ化された。2024年12月には最新作となる『Fit Boxing 3 -Your パーソナルトレーナー-』が発売された。海外では任天堂より発売されている。
本稿では、他のNintendo Switch用シリーズ作品『Fit Boxing 北斗の拳 〜お前はもう痩せている〜』（2022年）『Fit Boxing feat. 初音ミク -ミクといっしょにエクササイズ-』（2024年）、およびアニメ作品『キミとフィットボクシング Fit Boxing Animation』についても記載する。

## Fit Boxing
第1作となる『Fit Boxing』は、2018年12月20日に発売された。本作は、かつてイマジニアの子会社として存在したロケットカンパニーより発売されたWii用ソフト『シェイプボクシング Wiiでエンジョイダイエット!』のシステムをベースに、同作にあったミニゲームや演出の省略などによって、よりシンプルな内容としたものである。
一般社団法人フィットボクシングジャパンのボクシングプログラム「フィットボクシング」をNintendo Switch向けにアレンジした上で、作品タイトルにも採用している。同法人の代表理事である武藤直樹は協栄ボクシングジム在籍当時、『シェイプボクシング』の開発にも関わった。本作においては、ゲームに合わせたトレーニングメニューの再構築の他、ゲーム内でのトレーナーの動きの元となるモーションキャプチャも担当している。
ジャイロ・加速度センサーが内蔵されているJoy-Con（L、R）を両手に握るプレイスタイルで、BGMのリズムに合わせてフットワークを取りながら、次々に指示されるジャブやストレート、フック、アッパー、スウェー、ダッキングなど、腕の振りと全身を使った動作をこなしていく。BGMは洋楽のリミックス曲になっている。
2人同時プレイ用のモードとして、通常モード「ダブル」、協力プレイモード「デュエット」、対戦モード「バーサス」が含まれている。Joy-Con1本の操作にも対応しており、この場合は左右の動作いずれかのみを行い、もう一方の腕の動きの判定は省略される。
テレビCMは、モデルの三戸なつめが本作をプレイするバージョン、三戸に扮したお笑いコンビガリットチュウの福島善成が三戸バージョンの言動を真似てプレイするパロディバージョン、三戸と福島が共演してプレイするバージョンの3パターンが放映された。
なお、イマジニアは、スポーツ庁が実施しているスポーツ促進の取り組み「Sport in Life」に本作を通じて参画している。
シリーズ展開で複数の派生ソフトが市場へ提供されたことにより、本作は2023年11月30日をもって販売を終了した。

### インストラクター
プレイ時には、以下6名のインストラクターから1人を選択する。プレイの進行度合いにより、見た目をカスタマイズする衣装が手に入る。なお、次作『Fit Boxing 2』では、それぞれの年齢が1歳分加算されている。
リン
声 - 早見沙織
年齢：21歳、誕生日：4月26日、血液型：A型、身長：168cm、体重：57kg
父と兄が警察官を務める厳格な家庭で育つが、母と同世代の女性がフィットボクシングをしているところを目にして興味を持ちインストラクターとなる。元気で明るいレッスンが人気。
エヴァン
声 - 中村悠一
年齢：26歳、誕生日：12月10日、血液型：B型、身長：188cm、体重：89kg
アマチュアボクシングの経験者で、やんちゃなことをしていた若い頃に世話になった人からの勧めでインストラクターを始める。レッスン中にヒートアップするとやんちゃな一面が垣間見えるが、根は真面目。
マルティーナ
声 - 上坂すみれ
年齢：22歳、誕生日：7月15日、血液型：O型、身長：166cm、体重：58kg
子供の頃に男子との喧嘩に勝つために習い始めたボクシングにのめりこみプロボクサーを目指す時期もあったが、心配する祖父の気持ちを汲んでインストラクターとなる。フレンドリーかつ情熱的なレッスンは評判が高い。
ソフィ
声 - 小清水亜美
年齢：25歳、誕生日：11月3日、血液型：AB型、身長：182cm、体重：65kg
父が外交官を務める関係で幼少期から世界の社交界で交流してきたセレブ。かつて新体操で国の強化選手に選ばれた経験を活かしてモデルとインストラクターを兼業しており、その美貌から女性に絶大な人気がある。
ラウラ
声 - 田中敦子
年齢：29歳、誕生日：5月24日、血液型：O型、身長：178cm、体重：65kg
競技ダンスの実力者でサンバ教室の講師も務めていたが、知人からフィットボクシングを紹介されインストラクターを始める。6人きょうだいの長姉ということもあり面倒見がよく、男女問わず人気がある。
ベルナルド
声 - 大塚明夫
年齢：31歳、誕生日：1月8日、血液型：A型、身長：196cm、体重：122kg
若い頃に格闘技選手として活躍するも怪我を機に引退して小学校教師となるが、体のなまり解消のためにフィットボクシングを始めたところ担当インストラクターからスカウトされる。普段は優しいがレッスンでは妥協を許さない。

### 収録楽曲
楽曲名、アーティスト名、曲順は、ゲーム内の表記に準じている。
- Party Rock Anthem（英語版） / LMFAO
- I'm in the Mood for Dancing / The Nolans
- Timber（英語版） / Pitbull ft. Ke$ha
- Bad Romance / Lady Gaga
- Call Me Maybe / Carly Rae Jepsen
- Shut Up and Dance / WALK THE MOON
- 20th Century Boy / T. Rex
- Moves Like Jagger / Maroon 5 ft. Christina Aguilera
- Live While We're Young（英語版） / One Direction
- Cartoon Heroes / Aqua
- Good Time / Owl City & Carly Rae Jepsen
- Funkytown（英語版） / Lipps, Inc.
- Born This Way / Lady Gaga
- Stronger（英語版） / Kelly Clarkson
- All About That Bass / Meghan Trainor
- Video Killed The Radio Star / The Buggles
- Baby / Justin Bieber ft. Ludacris
- Sugar（英語版） / Maroon 5
- Girlfriend / Avrill Lavigne
- She Looks So Perfect / 5 Seconds of Summer

### コラボレーション企画
バキ 大擂台賽編
「みんなで100万発のパンチをたたき込め！Twitterキャンペーン」と題したキャンペーンが、2020年7月16日から8月6日まで実施された。ゲームプレイ終了後にパンチ数などが表示される「今日の記録」のスクリーンショットを添付してTwitterに投稿することで参加でき、キャンペーン最終日までの参加者全員の合計パンチ数に応じて抽選で当たる商品数が増える、という形式が採られた。

## Fit Boxing 2 -リズム&エクササイズ-
『Fit Boxing 2 -リズム&エクササイズ-』（英題：Fitness Boxing 2: Rhythm and Exercise）は、2020年12月3日に発売された。
前作からコースや楽曲を全て一新し、新規インストラクター、エクササイズ中のタイミングに応じて背景演出が変化する要素「Zone」、様々な目的達成を目指すアチーブメント要素などの機能が追加されている。また、1回あたりのトレーニング時間が通常よりも延長された上で各インストラクターの口調も厳しくなる「鬼モード」が、無料追加コンテンツとして順次配信された。前作をプレイしている場合は、プレイデータの一部引き継ぎが可能となっている。
2021年9月16日には、本作と連動するiOS/Android用アプリ『Fit Boxing 公式アプリ』の無料配信が開始された。トレーニング状況をアプリ上で確認できるほか、手軽なトレーニングを30日間にわたり行うアプリ独自のプログラム「FIT30チャレンジ」が収録されている。
テレビCMでは俳優の横浜流星を起用し、「いまどきおうちでエクササイズ篇」と「横浜流星×鬼モード篇」の2バージョンが放映された。また、2022年7月7日には横浜流星を起用した新規ビジュアルを公開し、同日よりプレゼントキャンペーンが実施された。

### 新規インストラクター
前作から継続となる6名に加え、以下6名が新たに追加されている。初期段階では上位置3名のみだったが、アップデートを重ねながら約1年おきに1名ずつ無料で追加されていき、最終的には全体の男女比率が同一となった。
カレン
声 - 鬼頭明里
年齢：20歳、誕生日：3月3日、血液型：A型、身長：164cm、体重：54kg
幼少期から様々なスポーツに取り組む中でボクシングに興味を持ち、後にインストラクターとなる。おっちょこちょいな性格の一方ではきはきした受け答えをする姿勢が人気で、特に男性から熱烈に支持されている。
ヒロ
声 - 石田彰
年齢：24歳、誕生日：10月18日、血液型：O型、身長：184cm、体重：76kg
食べることが好きで子供のころは太めの体型だったが、学生時代にフィットボクシングを始めたことで体型が変化し性格が明るくなる。ダンスユニットにも所属し、主婦や子供のファンが多い。
『3』では2025年3月19日の無料アップデートから追加された。
ジャニス
声 - 釘宮理恵
年齢：21歳、誕生日：8月6日、血液型：B型、身長：173cm、体重：62kg
元プロアメフトチームのチアリーダーで、応援することに生きがいを感じている。通っていたジムでフィットボクシングを体験した時、自分の頑張りが誰かの励みに繋がるのではないかと考えインストラクターに転身する。
『3』では2025年7月17日の無料アップデートから追加された。
ガイ
声 - 緑川光
年齢：27歳、誕生日：2月10日、血液型：A型、身長：185cm、体重：77kg
元プロボクサーで、怪我により選手生命を絶たれた後にジムのコーチからインストラクターの道を勧められる。厳しいレッスンに脱落する生徒が多い一方で、ストイックさや優しさに惹かれる生徒も少なくない。
2021年11月4日のアップデートで追加された。
レオ
声 - 森川智之
年齢：21歳、誕生日：1月12日、血液型AB型、身長：179cm、体重：74kg
親しみやすく、ノリが軽いインストラクター。男性インストラクターの中では最年少。
2022年12月28日のアップデートで追加された。
リョウジ
声 - 中井和哉　
年齢：46歳、誕生日：6月11日、血液型B型、身長：187cm、体重：83kg
ジムの経営者。個性豊かな11人のインストラクターたちをまとめ、大人気ジムに仕立て上げた。いつもふらっとジムに立ち寄っては、彼自身もインストラクターとして指導にあたっている。
2023年12月28日のアップデートで追加された。

### 収録楽曲
オリジナル3曲、既存の洋楽アレンジ20曲が収録されている。
なお、後述の追加楽曲も含め、楽曲名、アーティスト名、曲順は、ゲーム内の表記に準じている。
- Birdsong / Original
- Aim High / Original
- South Nocturne / Original
- Alone（英語版） / Marshmello
- Hot N Cold / Katy Perry
- Castle on the Hill（英語版） / Ed Sheeran
- Girls Just Want to Have Fun / Cyndi Lauper
- Y.M.C.A / Village People
- Can't Hold Us（英語版） / Macklemore and Ryan Lewis
- Venus / Bananarama
- Animals（英語版） / Martin Garrix
- Don't You Worry Child（英語版） / Swedish House Mafia
- Born to Be Wild / Steppenwolf
- So What / P!nk
- Break Free / Ariana Grande
- Beauty And A Beat（英語版） Justin Bieber ft. Nicki Minaj
- Sandstorm / Darude
- It's My Life / Bon Jovi
- Bang Bang / Jessie J, Ariana Grande & Nicki Minaj
- Something Just Like This / The Chainsmokers & Coldplay
- What Makes You Beautiful / One Direction
- Boogie Wonderland（英語版） / Earth, Wind & Fire
- I'm an Albatraoz（英語版） / AronChupa

#### 追加楽曲
有料DLCの購入により、複数セットとなった楽曲が追加される。
オリジナル楽曲パック4種、邦楽パック3種、アニメソングパック7（複数作品6＋単独作品1）種、他作品コラボパック3種、の全17種類。
- Fit Boxing 2 workout BGM 〜Journey〜（2021年7月1日配信開始）
  - オリジナル10曲。旅をコンセプトに製作されたBGMで、サンバ調の曲やオリエンタルな雰囲気の曲などがある[33]。
    - Cosmic Fairlane
    - U.S.Route 163
    - Rio Grande
    - Virtual Love
    - The Endless Voyage
    - Eternal Return
    - Matsuri
    - Galaxy Railroad
    - Avalon
    - Louisiana Joe
- 夏うたパック（2021年7月1日配信開始）
  - 睡蓮花 / 湘南乃風
  - シャナナ☆ / MINMI
  - survival dAnce 〜no no cry more〜 / trf
- 90年代ポップスパック（2021年9月2日配信開始）
  - 愛は勝つ / KAN
  - タイミング / BLACK BISCUITS
  - LA・LA・LA LOVE SONG / 久保田利伸 with NAOMI CAMPBELL
- アニソンパック Vol.1（2021年11月4日配信開始）
  - めざせポケモンマスター / 「ポケットモンスター」より
  - 残酷な天使のテーゼ / 「新世紀エヴァンゲリオン」より
  - CHA-LA HEAD-CHA-LA / 「ドラゴンボールZ」より
- Fit Boxing 2 workout BGM 〜My instructor〜（2021年11月4日配信開始）
  - オリジナル10曲。各インストラクターのテーマ曲として制作された。長年ゲーム業界で活動してきた、それぞれ異なる作曲家が手掛けている[34]。
    - Early Shiny Sparkle ( Karen's Theme ) / 半井香織
    - Morning Breeze ( Hiro's Theme ) / 塩田信之
    - Mewtepham ( Rin's Theme ) / 瓜田幸治
    - Shining Splash ( Sofie's Theme ) / 古川もとあき
    - Light Stomp! ( Bernardo's Theme ) / 増子津可燦
    - Emerald Workout ( Martina's Theme ) / COSIO
    - Attract ( Laura's Theme ) / ヨナオケイシ
    - Evolution ( Evan's Theme ) / 高橋コウタ
    - Punch, Go, Go! ( Janice's Theme ) / TAMAYO
    - Midnight Blue ( Guy's Theme ) / 中潟憲雄
- アニソンパック Vol.2（2022年1月6日配信開始）
  - ムーンライト伝説 / 「美少女戦士セーラームーン」より
  - おジャ魔女カーニバル!!  / 「おジャ魔女どれみ」より
  - 創聖のアクエリオン / 「創聖のアクエリオン」より
- ポップスパック（2022年3月3日配信開始）
  - さくら / ケツメイシ
  - 恋 / 星野源
  - Romanticが止まらない / C-C-B
- Fit Boxing 2 workout EDM（2022年7月14日配信開始）
  - オリジナル3曲。エクササイズ用にアレンジしたダンスミュージック[35]。
    - Melbourne workout
    - You're gonna change
    - Your future
- アニソンパック Vol.3（2022年9月22日配信開始）
  - ウィーアー! / 「ONE PIECE」より
  - Butter-Fly / 「デジモンアドベンチャー」より
  - ラムのラブソング / 「うる星やつら」より
- Fit Boxing 2 workout ROCK（2022年11月2日配信開始）
  - オリジナル3曲。ロックをイメージしたBGM。
    - Dawn of a storm
    - INFERNO
    - Go the long way around
- アイドルマスター SideMパック（2023年1月5日配信開始）[36]
  - バンダイナムコエンターテイメントが運営していた男性アイドル育成ソーシャルゲームとの、企業間コラボレーション企画。
    - DRIVE A LIVE
    - Growing Smiles!
    - Take a StuMp!
- アニソンパック Vol.4（2023年3月2日配信開始）
  - お願いマッスル / 「ダンベル何キロ持てる?」より
  - only my railgun / 「とある科学の超電磁砲」より
  - インフェルノ / 「炎炎ノ消防隊」より
- アニソンパック Vol.5（2023年4月26日配信開始）
  - 怪物 / 「BEASTARS」より
  - ミックスナッツ / TVアニメ「SPY×FAMILY」第1クールオープニング
  - 名前のない怪物 / 「PSYCHO-PASS サイコパス」より
- 刀剣乱舞-花丸-パック（2023年8月3日配信開始）
  - EXNOA（旧DMMゲームズ）が展開していたブラウザゲームのアニメ化作品『刀剣乱舞-花丸-』シリーズのOP曲を、エクササイズ用BGMにアレンジした3曲。
    - 花丸◎日和! / 「刀剣乱舞-花丸-」OP
    - 花丸印の日のもとで / 続「刀剣乱舞-花丸-」OP
    - 花の宴 / 特「刀剣乱舞-花丸- 月の巻」OP
- アイドルマスター シンデレラガールズパック（2024年1月5日配信開始）
  - バンダイナムコエンターテイメントが運営していた女性アイドル育成ソーシャルゲームとの、企業間コラボレーション企画。
    - お願い！シンデレラ / THE IDOLM@STER CINDERELLA GIRLS
    - Yes! Party Time!! / THE IDOLM@STER CINDERELLA GIRLS
    - Nocturne / THE IDOLM@STER CINDERELLA GIRLS
- TVアニメーション『家庭教師ヒットマンREBORN!』パック（2024年3月21日配信開始）
  - BOYS & GIRLS  / TVアニメ『家庭教師ヒットマンREBORN!』標的27〜標的51オープニング
  - DIVE TO WORLD /  TVアニメ『家庭教師ヒットマンREBORN!』標的52〜標的73オープニング
  - EASY GO  / TVアニメ『家庭教師ヒットマンREBORN!』標的127〜標的153オープニング
- アニソンパック Vol.6（2024年5月2日配信開始）
  - 曇天  / 「銀魂」より
  - リライト  /「鋼の錬金術師」より
  - Rolling star  / 「BLEACH」より

### コラボレーション企画（Fit Boxing 2）
「花丸健康プログラム」として、2023年8月3日12:00から8月12日11:59まで実施。公式Twitterが毎日正午に発表するボクシングエクササイズメニューの課題をプレイし、そのプレイ結果をTwitterの公式アカウントフォロー後に投稿することで、毎日10名に『刀剣乱舞-花丸-』×『Fit Boxing 2』コラボパッケージがプレゼントされた。

## Fit Boxing 3 -Your パーソナルトレーナー-
『Fit Boxing 3 -Your パーソナルトレーナー-』(英題：Fitness Boxing 3: Your Personal Trainer)は、2024年12月5日に発売された。
コースと楽曲が前作からさらに一新されたほか、
グラフィックや操作性のさらなる向上、好きなタイミングでパンチを打てる「ミット打ち」、座った状態のままエクササイズが楽しめる「チェアフィット」、プログラム終了時に高速のエクササイズが提示される「追いトレ」、ゲームを起動してすぐにエクササイズを始められる「即トレ」といった多数の新機能を追加している。前作をプレイしている場合は、データの引き継ぎも可能。
インストラクターの着せ替えも強化され、本作は新たに髪型の変更も可能になっている。また、インストラクターから話を聞いた後、その話にちなんだエクササイズに挑戦する「エピソードチャレンジ」が追加された。エピソードは各インストラクターごとに5種類存在し、クリアすることで特別な衣装やエクササイズを解放できる。

### 新規インストラクター
本作のインストラクターは、前作から継続の4名(リン、エヴァン、ベルナルド、ガイ)に加え、以下の2名が新たに登場する。
初期段階では6名のみだが、前作同様に無料アップデートで1名ずつ追加される予定となっており、2025年3月にヒロ、2025年7月にジャニスが追加された。
モニカ
声：ファイルーズあい
いつも賑やかで、笑顔の絶えないノリの良い性格。スポーツと楽しいことが大好きで、何事にも全力投球な姿に元気をもらう生徒は多い。
ステラ
声：皆川純子
クールかつミステリアスな見た目の女性で、甘いルックスと丁寧な指導が人気。彼女を一目見るためにレッスンに通う生徒も多い。

### 収録楽曲
オリジナル10曲、既存の洋楽アレンジ20曲が収録されている。
なお、後述の追加楽曲も含め、楽曲名、アーティスト名、曲順は、ゲーム内の表記に準じている。
- ...Baby One More time / Britney Spears
- Material Girl / Madonna
- Bad Guy / Billie Eilish
- Miss You / Oliver Tree & Robin Schulz
- Counting Stars / OneRepublic
- Stay / The Kid LAROI & Justin Bieber
- Danger Zone / Kenny Loggins
- She's All I Wanna Be / Tate McRae
- Don't Sweat the Technique / Eric B. & Rakim
- Sugar, We're Goin Down / Fall Out Boy
- GhostBusters / Ray Parker Jr.
- Superfreak / Rick James
- I'm a Believer / The Monkees
- Take On Me / a-ha
- I'm Still Standing / Elton John
- The Fox (What Does the Fox Say?) / Ylvis

- I Should Be So Lucky / Kylie Minogue
- The Spectre / Alan Walker
- I Was Made For Lovin' You / KISS
- Viva la Vida / Coldplay

#### 追加楽曲
有料DLCの購入により、複数セットとなった楽曲が追加される。
- 追いトレ BGM拡張パック(2025年3月19日配信開始)
  - 「デイリー」で提案される「追加エクササイズ」および「フリー」からプレイ出来る「EXエクササイズ」で流せる楽曲の拡張パック。
通常の「エクササイズ」では選択不可。また、自分では選択できず、ランダムで選出される。

- J-POPパック Vol.1(2025年6月19日配信開始)
  - はいよろこんで / こっちのけんと
  - NIGHT DANCER / imase
  - Mela!

- アニソンパック Vol.1(2025年7月31日配信開始)
  - アイドル / TVアニメ『【推しの子】』第１期オープニング主題歌
  - Bling-Bang-Bang-Born / TVアニメ『マッシュル-MASHLE- 神覚者候補選抜試験編』より
  - 青のすみか / TVアニメ『呪術廻戦 懐玉・玉折』オープニングテーマ

## Fit Boxing 北斗の拳 〜お前はもう痩せている〜
『Fit Boxing 北斗の拳 〜お前はもう痩せている〜』（フィットボクシング ほくとのけん おまえはもうやせている、英題：Fitness Boxing Fist of the North Star）は、2022年12月22日に発売された。武論尊原作・原哲夫作画の漫画・アニメ『北斗の拳』とのコラボレーション作品となる。
ケンシロウを始めとする、原作キャラクターたちがインストラクターとして登場する。通常のエクササイズとは別のモードとして、プレイヤーがケンシロウとなってパンチで敵を倒していくという「激闘 バトル」モードが用意されており、ここで撃破したボスキャラクターが後にインストラクターとして登場することもある。BGMは、『愛をとりもどせ!!』『TOUGH BOY』『ユリア…永遠に』『SILENT SURVIVOR』など、北斗の拳アニメ版の楽曲とオリジナル楽曲を含めた全20曲が収録されている。
PVは、『Fit Boxing』のインストラクターであるリンが突如、北斗の拳の世界に迷い込むという内容。最後のシーンは、原作における同名少女リンがケンシロウに向かって「ケーン！」と叫ぶ有名なシーンを『Fit Boxing』のリンが再現する、というパロディになっている。

### 登場キャラクター
太字は過去のメディアでも同役を担当したキャスト。
インストラクター
- ケンシロウ - 小西克幸
- マミヤ - 奈波果林
- レイ - 三浦勝之
- サウザー - 大塚明夫
- ラオウ - 玄田哲章
- ユリア - 佐久間レイ

その他
- ジャギ - 川津泰彦
- シン - 桐本拓哉
- トキ - 堀内賢雄
- バット - 榎木淳弥
- リン - 前川涼子
- ザコ - 山崎たくみ
- ナレーション - 千葉繁

## Fit Boxing feat. 初音ミク -ミクといっしょにエクササイズ-
『Fit Boxing feat. 初音ミク -ミクといっしょにエクササイズ-』（フィットボクシング フィーチャリング はつねミク ミクといっしょにエクササイズ）は、2024年3月7日に発売された。バーチャル・シンガー、初音ミクとのコラボレーション作品となる。
メインテーマをcosMo@暴走Pが手掛け、その他のクリエイターによる書き下ろし楽曲も多数収録されている。また、2023年9月1日から10月30日の期間にコンテンツ投稿サイト「ピアプロ」を通じて楽曲およびイラストが公募され、採用作品がソフト内で実装される。
エクササイズのメニューと基本機能は、『Fit Boxing 2』のものを踏襲している。新要素の「ミクササイズ」モードでは、初音ミク、鏡音リン、鏡音レン、巡音ルカのピアプロキャラクターズの楽曲の原曲や前述の書き下ろし楽曲でエクササイズを行う。また、「エクササイズ」モードは、初音ミクがインストラクターの指示に沿ってアクションしながらプレイヤーを鼓舞するという趣向で、インストラクターとして、『Fit Boxing』本編からリンとエヴァンが登場する。

## テレビアニメ
『Fit Boxing 2』を題材としたショートアニメ『キミとフィットボクシング Fit Boxing Animation』が、2021年10月1日から12月17日までTOKYO MXにて、毎週金曜日21時54分より放送された。ゲームに登場するインストラクターたち10人の日常を描く、3分半のショートコメディ。ゲーム版のモデリングデータを応用した簡易CGアニメーションで、各登場人物の動きもゲーム同様、モーションキャプチャでの演技によって再現されている。そうした性質の作品ゆえ、番組製作陣にはイマジニアの名も連なっている。
ドラマはゲームの向こう側で起きていた！
ジムに体験レッスンを受けに来たつもりのカレンは、手違いで新人インストラクターと勘違いされた挙句、そのままスタッフの控え室まで通されてしまう。なし崩しにアシスタントとしてインストラクターを目指す羽目となった彼女を軸に、それぞれの仲間たちによるジム内での日常が繰り広げられていく。日々経験を積んでいく中、ジムには謎の扉があることにカレンは気付くが、それを開くことはベルナルドに禁じられていた。物語のラスト、いよいよ一人前と認められたカレンはその扉を開くことを許可される。そこを通り抜けると、周囲の風景は格子で描かれたようなバーチャル空間となっていた。カレンが視聴者側の方を向くと、画面はゲーム『Fit Boxing 2』開始時のチュートリアルにリンクする形となり、物語は幕を閉じる。

### スタッフ
- 原作・著作 - イマジニア[42]
- 監督・脚本・音響監督 - 森田と純平[42]
- CG制作 - 山村匡樹
- モーションキャプチャー - SOLID CUBE[42]
- 音響制作 - MAGES.
- 音楽 - 白戸佑輔[42]
- 音楽制作 - ドリームモンスター
- プロデューサー - 森田祐
- アニメーション制作 - イマジニア、Story Effect[42]

### 各話リスト
| 話数   | サブタイトル         | 放送日         |
| ------ | -------------------- | -------------- |
| 第1話  | キミは今日から…      | 2021年 10月1日 |
| 第2話  | 笑顔を生み出す仕事   | 10月8日        |
| 第3話  | 見つかるといいな     | 10月15日       |
| 第4話  | 言わなくても分かるわ | 10月22日       |
| 第5話  | 人生は変えられますよ | 10月29日       |
| 第6話  | ほらまた比べてる     | 11月5日        |
| 第7話  | そのドアは開けるなよ | 11月12日       |
| 第8話  | 足ガクガクじゃねぇか | 11月19日       |
| 第9話  | だって勝ちたいじゃん | 11月26日       |
| 第10話 | うん、元気でた       | 12月3日        |
| 第11話 | 俺は逃げていたんだよ | 12月10日       |
| 第12話 | 私は今日から!        | 12月17日       |